# Olle Cervin
Olle Cervin, född 1943, är en svensk kyrkomusiker.
Cervin har varit verksam i Kumla församling, Höganäs församling och Malmö S:t Petri församling.

## Psalmer
- Som ett naket frö i handen, psalmen skrevs 1979 med text av Per Söderberg.[2]